# Vokeo

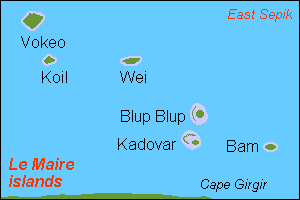
Översiktskarta.

Vokeo (även Wogeo, tidigare Roissy-ön ) är huvudön i Le Maire-öarna som tillhör Papua Nya Guinea i västra Stilla havet.

## Geografi
Vokeo utgör en del av East Sepik-provinsen och ligger endast cirka 50 km nordöst om Nya Guinea som den västligaste ön av området. Dess geografiska koordinater är 3°14′ S och 144°2′ Ö.
Ön är av vulkaniskt ursprung och har en area om ca 16 km². Den högsta höjden är på cirka 620 m ö.h.
Befolkningen uppgår till cirka 900 invånare fördelade på byar längs kusten.
Vokeo kan endast nås med båt då ön saknar flygplats.

## Historia
Le Maire-öarna upptäcktes troligen redan 1545 av spanske kapten Ortiz de Retes men föll i glömska och upptäcktes igen 1616 av nederländske Willem Schouten och Jacob Le Maire under deras expedition i Stilla havet.
Under den tyska kolonialtiden tillhörde området Tyska Nya Guinea.